# Chaunax
Chaunax is een geslacht van straalvinnige vissen uit de familie van chaunaciden (Chaunacidae). Het geslacht is voor het eerst wetenschappelijk beschreven in 1846 door Lowe.

## Soorten
- Chaunax abei Le Danois, 1978
- Chaunax breviradius Le Danois, 1978
- Chaunax endeavouri Whitley, 1929
- Chaunax fimbriatus Hilgendorf, 1879
- Chaunax flammeus Le Danois, 1979
- Chaunax latipunctatus Le Danois, 1984
- Chaunax penicillatus McCulloch, 1915
- Chaunax pictus Lowe, 1846
- Chaunax suttkusi Caruso, 1989
- Chaunax tosaensis Okamura & Oryuu, 1984
- Chaunax umbrinus Gilbert, 1905
- Chaunax nudiventer Ho & Shao, 2010